# Shijiabu
Shijiabu (kinesiska: 施家堡乡, 施家堡) är en socken i Kina. Den ligger i provinsen Sichuan, i den sydvästra delen av landet, omkring 220 kilometer norr om provinshuvudstaden Chengdu. Antalet invånare är 2 073. Befolkningen består av 929 kvinnor och 1 144 män. Barn under 15 år utgör 15,0 %, vuxna 15-64 år 72 %, och äldre över 65 år 12,0 %.
Genomsnittlig årsnederbörd är 954 millimeter. Den regnigaste månaden är juli, med i genomsnitt 214 mm nederbörd, och den torraste är december, med 3 mm nederbörd.